# Agrostis gracilis
Agrostis gracilis é uma espécie de gramínea do gênero Agrostis, pertencente à família Poaceae.